# Wyoming County (New York)
Wyoming County je okres ve státě New York ve Spojených státech amerických. K roku 2010 zde žilo 42 155 obyvatel. Správním městem okresu je Warsaw. Celková rozloha okresu činí 1 544 km².